# Лаккханг

Лаккханг (ลากข้าง) — внутристрочный диакритический знак в тайской и лаосской письменности, обозначает долгий гласный А (сара аа), ставится после буквы. В сингальском пали соответствует знаку эляпилля, в бирманском пали соответствует знаку ечха. 
В комбинации с другими знаками лаккханг участвует в обозначении ещё трёх гласных звуков:
- Майна .. лаккханг, висанчани — о (короткая)
- Никхахит, лаккханг — ам (анусвара).
- Майна .. лаккханг — ау.